# Petit meslier
Pour les articles homonymes, voir Meslier.
Le petit meslier est un cépage de France de raisins blancs.

## Origine et répartition géographique
Le petit meslier est un vieux cépage de cuve de la Champagne. Il fait partie de l'encépagement de l'appellation Champagne mais il n'est pratiquement plus cultivé à cause de ses faibles rendements. En France il couvre trois hectares (1998). Des plantations sont connues dans les communes de Jouy-les-Reims, Verneuil et Cormoyeux dans la vallée de la Marne et à Buxeuil dans la Côte des Bar.
D'après José Vouillamoz, docteur en biologie et spécialiste des recherches ADN sur des cépages, le petit meslier serait un croisement spontané des cépages savagnin et gouais. En plus il affirme que l’amigne est très probablement la fille du petit meslier.[réf. souhaitée]
La maison de champagne Aubry à Jouy-les-Reims produit une cuvée composée des cépages petit meslier, arbane et pinot blanc.

## Caractères ampélographiques
- Extrémité du jeune rameau épanoui, cotonneux blanc à liseré carminé
- Jeunes duveteuses à plages bronzées.
- Feuilles adultes, à cinq lobes. Sinus pétiolaire en lyre étroite ou fermée, sinus latéral larges et à fonds concaves, des dents ogivales, moyennes, un limbe aranéeux - pubescent.

## Aptitudes culturales
La maturité est de première époque : avec le chasselas.

## Potentiel technologique
Les grappes sont petites à moyennes et les baies sont de taille moyenne. La grappe est cylindro-conique et lâche. Le cépage est peu vigoureux et de rendement faible. Il est assez sensible au mildiou et à la coulure. Le petit meslier craint les gelées printanières.

## Synonymes
Le petit meslier est connue sous les noms de arbonne, barnay, bernais, bernet, crêne, co de France, feuille d´Ozerolle, hennequin, lepine, maillé, mayé, melier, mélié, meslier de Champagne, petit meslier doré, petit meslier à queue rouge, meslier vert, meslier petit, mornain blanc, orbois, queue rouge et saint lye.